# Julia Louis-Dreyfus
Julia Louis-Dreyfus (Nova York, 13 de gener de 1961) és una actriu i còmica esatunidenca. Sovint descrita com una de les millors intèrprets de la història de la televisió, és àmpliament coneguda pels seus papers com a diversos personatges a Saturday Night Live (1982–1985), Elaine Benes a Seinfeld (1990–1998), Christine Campbell a The New Adventures of Old Christine (2006–2010) i Selina Meyer a Veep (2012–2019). La seva llista de reconeixements la converteix en una de les actrius més premiades de la història de la televisió nord-americana, i ha rebut més Premis Primetime Emmy i més Premis del Sindicat d'Actors de Cinema que qualsevol altre intèrpret.
Louis-Dreyfus va néixer a Nova York, filla del multimilionari francès Gérard Louis-Dreyfus, i va entrar a la comèdia com a intèrpret amb la Practical Theatre Company a Chicago. Això la va portar a ser elegida per a l'espectacle de sketch Saturday Night Live. El seu avenç va arribar el 1990 amb el seu debut a l'inici d'una sèrie de nou temporades a Seinfeld, que es va convertir en una de les sitcoms de més èxit crític i comercial. A més dels papers principals a The New Adventures of Old Christine i Veep, ha fet aparicions com a convidada en programes com Arrested Development, Curb Your Enthusiasm i 30 Rock. Al cinema, Louis-Dreyfus ha tingut papers secundaris en la pel·lícula de Woody Allen Hannah i les seves germanes (1986) i Desmuntant Harry (1997), Soul Man (1986), National Lampoon's Christmas Vacation (1989) i You People i papers principals a Enough Said (2013), Downhill (2020), You Hurt My Feelings (2023), i Tuesday (2023). Des de 2021, ha interpretat la comtessa Valentina Allegra de Fontaine al Marvel Cinematic Universe en tres pel·lícules i una minisèrie de Disney+.
Louis-Dreyfus ha rebut 11 premis Primetime Emmy (vuit d'actuació i tres de producció), a més de nou Screen Actors Guild Awards i un Premi Globus d'Or. Va rebre una estrella al Passeig de la Fama de Hollywood el 2010 i va ser inclosa al Television Hall of Fame el 2014. Va ser nomenada com una de les 100 persones més influents del món per la revista Time el 2016. També ha rebut nombrosos honors, inclòs el Premi Mark Twain d'humor americà a 2018 i la Medalla Nacional de les Arts el 2021.

## Carrera

### 1982-1989: inicis teatrals iSaturday Night Live
Si bé Julia va néixer a Nova York, va créixer a Washington, D.C.. Va començar actuant en obres teatrals de la seva escola, Holton-Arms. Un cop que es va decidir a emprendre una carrera en actuació, a la Northwestern University of Chicago va esdevenir l'única dona de la Practical Theater Company, un grup creat per l'escriptor i actor Brad Hall, amb qui es casaria posteriorment. El seu interès en l'actuació i el seu talent innat la va portar a formar part del grup Second City, de significativa importància en l'àrea de Chicago portant a la fama a artistes com John Belushi, Gilda Radner i Bill Murray.
El 1982, quan encara era estudiant universitària i formava part tant de Practical Theater Company i Second City, Julia i Hall es van convertir en part de l'elenc de Saturday Night Live, que es trobava en un moment complicat pels mesuraments de l'audiència. Louis-Dreyfus es va convertir en el membre femení més jove de la història del programa en aquell moment, i va estar tres anys destacant-se per les seves imitacions de Liza Minnelli i Linda Ronstadt i també com una curiosa presentadora en una escena regular anomenat “The Julia Show”. Va ser durant el seu tercer i últim any a SNL que va conèixer l'escriptor Larry David durant el seu únic any al programa. David posteriorment seria un dels creadors de Seinfeld.
Després de Saturday Night Live Louis-Dreyfus va aparèixer en diverses pel·lícules, com ara Hannah i les seves germanes (1986) de Woody Allen, Soul Man (1986) i National Lampoon's Christmas Vacation (1989), en què va protagonitzar al costat de l'antic alumne de SNL Chevy Chase. El 1986 va ser part de l'elenc de la pel·lícula de terror classe B "Troll" en on fa un petit paper, amb una escena de mig nu. El 1987 es va casar amb Hall en Los Angeles.
El 1987, Louis-Dreyfus va aparèixer a la sèrie pilot de la NBC The Art of Being Nick, un spin-off previst de Family Ties protagonitzat per Scott Valentine. Quan el pilot no va arribar a la sèrie, Louis-Dreyfus va ser retingut pel productor Gary David Goldberg per a un paper a la seva nova sitcom Day by Day, com la veïna sarcàstica i materialista, Eileen Swift. Estrenada a principis de 1988, Day by Day es va emetre durant dues temporades a NBC abans de ser cancel·lada.

### 1989-1998:Seinfeld
El 1989 va ser convidada a unir-se a l'elenc de Seinfeld. De fet el seu paper va ser creat després que la NBC establís que havia d'haver-hi un personatge femení. El personatge es va dir Elaine Marie Benes. Va interpretar el paper durant nou temporades, apareixent en tots els episodis menys tres, incloent el pilot, "The Seinfeld Chronicles", previ a la inclusió del seu personatge. Louis-Dreyfus va guanyar el paper davant d'altres actrius que també van gaudir d'un èxit televisiu, incloses Patricia Heaton i Megan Mullally.

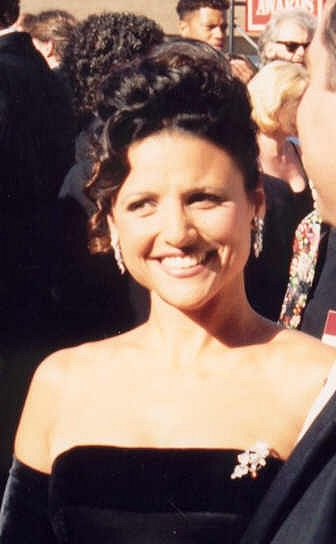
Julia Louis-Dreyfus en els premis Emmy 1994.

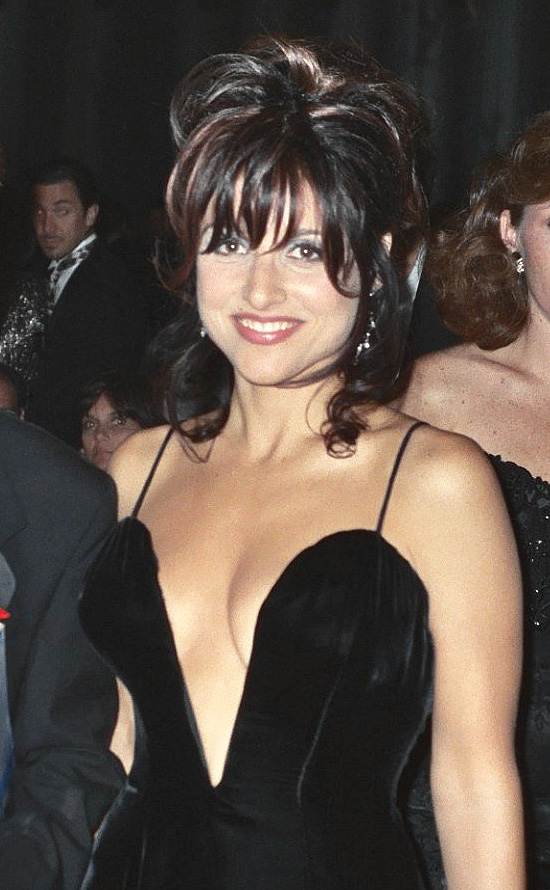
L'actriu als premis Emmy 1995, per Seinfeld.

Louis-Dreyfus va obtenir elogis de la crítica per la seva actuació a la sèrie, i va ser una guanyadora i nominada habitual en programes de premis de televisió durant la dècada de 1990. La seva actuació li va valdre dues nominacions als Premis Globus d'Or, guanyant una vegada el 1994, nou nominacions al Premi del Sindicat d'Actors de Cinema, guanyant-ne una el 1995 i dues tant el 1997 com el 1998, i set Premis American Comedy, guanyant cinc vegades el 1993, 1994, 1995, 1997 i 1998. El 1996, va guanyar el Primetime Emmy Award a la millor actriu secundària en una sèrie de comèdia, un premi al qual va ser nominada en set ocasions de 1992 a 1998. Després de rebre el premi, Louis-Dreyfus va dir que la victòria va ser "xocant", i que després d'estar en les dues posicions, era "molt millor guanyar que perdre".
El 1998, Jerry Seinfeld va decidir acabar la sèrie després de nou temporades. El final de la sèrie es va emetre el 14 de maig i va ser un dels esdeveniments televisius més vists de la història, amb més de 76 milions d'espectadors. Durant el seu temps a Seinfeld, va aparèixer en diverses pel·lícules, incloses les pel·lícules de comèdia Un bon embolic (1997), al costat de Robin Williams i Billy Crystal, i Desmuntant Harry de Woody Allen (1997).

### 1999-2004: després deSeinfeld
Després de diversos anys lluny de la televisió, Louis-Dreyfus va començar una nova comèdia de situació amb una sola càmera, Watching Ellie, que es va estrenar a la NBC el febrer de 2002. La sèrie va ser creada pel seu marit Brad Hall  i va protagonitzar Steve Carell i la mitja germana de Louis-Dreyfus Lauren Bowles. La premissa inicial de la sèrie era presentar als espectadors una "part de la vida" dels esdeveniments i esdeveniments de la vida d'Ellie Riggs, una cantant de jazz del sud de Califòrnia. La primera temporada va incloure un compte enrere de 22 minuts generat digitalment a la cantonada inferior esquerra de la pantalla, que molts crítics van criticar, afirmant que era inútil i "no feia res pel programa". En conjunt, el programa va rebre crítiques diverses, però va debutar amb força amb més de 16 milions d'espectadors sintonitzant-se per a l'estrena de la sèrie i va mantenir una audiència mitjana d'uns 10 milions d'espectadors per setmana.
Quan la sèrie va tornar per a una segona temporada a la primavera de 2003, va patir un descens de l'audiència, amb una mitjana d'uns vuit milions d'espectadors per setmana. L'espectacle havia experimentat un canvi estilístic dràstic entre la producció de les dues temporades. La primera temporada es va rodar en format d'una sola càmera, però la segona temporada es va presentar com una sèrie de sitcom multicàmera tradicional filmada davant d'un públic d'estudi en directe. Amb una audiència cada vegada menor la sèrie va ser cancel·lada per NBC el maig de 2003.
Després de la cancel·lació de la NBC de Watching Ellie, els mitjans de comunicació van començar a fer circular rumors sobre l'anomenada "maledicció de Seinfeld", que afirmava que cap dels antics actors de Seinfeld podria tornar a tenir èxit a la indústria de la televisió. Louis-Dreyfus va descartar el rumor com «una cosa inventada pels mitjans de comunicació», mentre que el cocreador de Seinfeld, Larry David, va afirmar que la maledicció era «completament idiota». Louis-Dreyfus estava interessat en el paper de Susan Mayer a Desperate Housewives, el paper que finalment va ser per a Teri Hatcher. En canvi, Louis-Dreyfus va fer un paper de convidada recurrent com a Maggie Lizer, la fiscal enganyosa i interès amorós de Michael Bluth a la comèdia guanyadora d'un Emmy Arrested Development, del 2004 al 2005.

### 2005-2009: The New Adventures of Old Christine

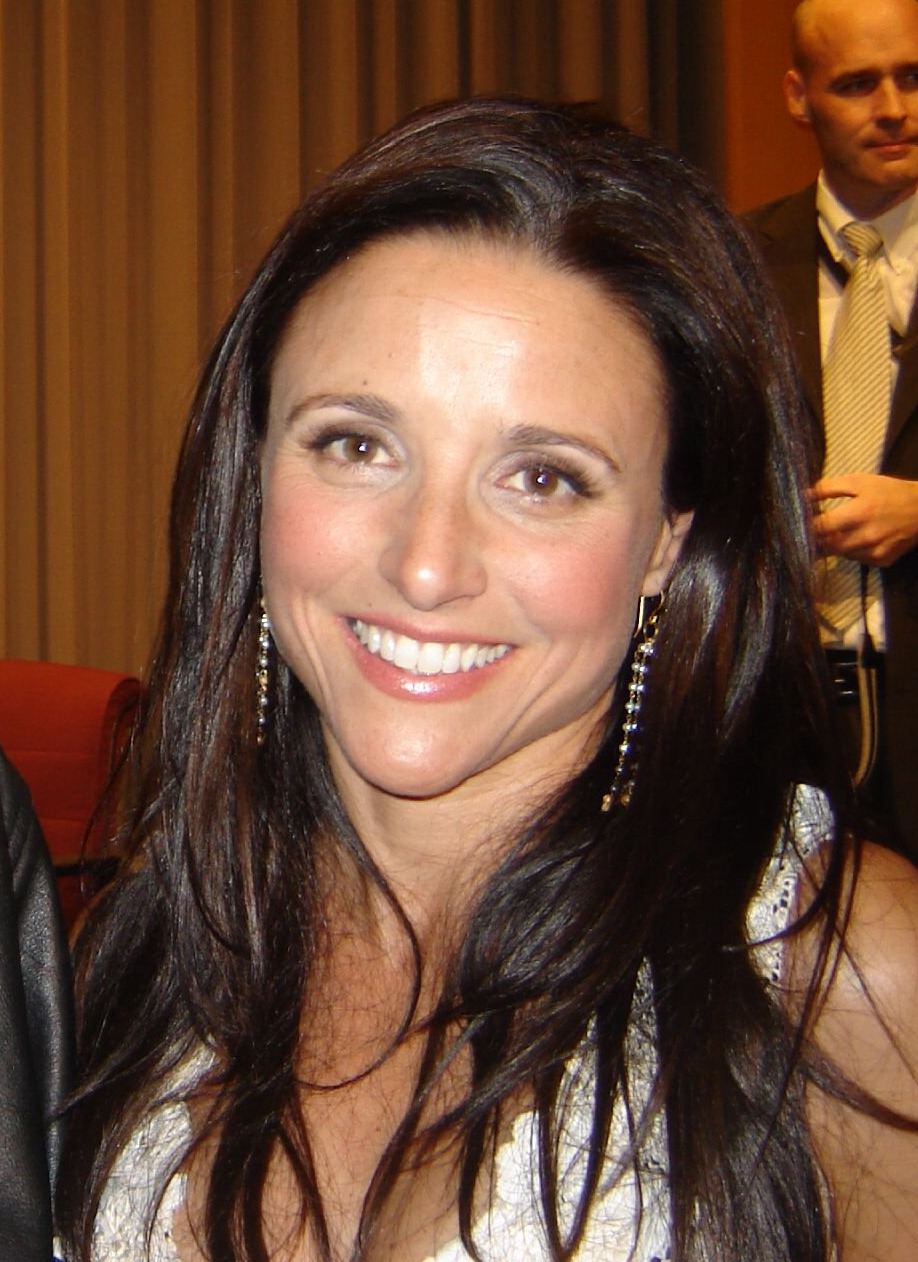
Louis-Dreyfus representa el seu paper de TNAOC al Museum of Television & Radio l'abril de 2007

El 2005, Louis-Dreyfus va ser elegida per al paper principal d'una nova comèdia de situació de la CBS, The New Adventures of Old Christine. La sèrie i el seu concepte van ser creats per l'escriptor i el productor de Will & Grace, Kari Lizer. La sèrie explicava la història de Christine Campbell, una mare soltera que aconsegueix mantenir una relació fantàstica amb el seu exmarit mentre dirigeix un gimnàs femení. La sèrie es va estrenar a la CBS el març de 2006 amb una audiència de 15 milions i va ser inicialment líder d'audiència per a la cadena.
Louis-Dreyfus va rebre una considerable aclamació de la crítica per la seva actuació al programa, amb Brian Lowry de Variety afirmant que Louis-Dreyfus va trencar l'anomenada maledicció de "Seinfeld". Alessandra Stanley de The New York Times va afirmar que l'actuació de Louis-Dreyfus a la sèrie va demostrar que és «una de les dones més divertides de la televisió».

### 2011-2019
El 2011 Julia va començar amb una altra sèrie, Veep, que es va començar a emetre el 2012. Per la seva actuació a Veep, Louis-Dreyfus va rebre diversos reconeixements, sobretot set nominacions als Premis Primetime Emmy per millor actriu en sèrie còmica entre 2012 i 2019, guanyant el premi sis vegades. Aquests premis Emmy per Veep, després dels anteriors per Seinfeld i The New Adventures of Old Christine, la van convertir en l'única dona que va guanyar premi a la millor actriu per a tres sèries de comèdia diferents. La seva sisena victòria el 2016 va superar el rècord que tenien anteriorment Mary Tyler Moore i Candice Bergen de més victòries en aquesta categoria. El 2017, la seva sisena victòria consecutiva, i la vuitena victòria en interpretació, la van convertir en l'intèrpret amb més premis Emmy pel mateix paper en una mateixa sèrie, superant a Candice Bergen i Don Knotts, empatant amb Cloris Leachman en el major nombre d'Emmys guanyats mai per un intèrpret. També va ser nominada com una de les productores de Veep a la categoria Primetime Emmy a la millor sèrie de comèdia durant les set temporades, guanyant el premi el 2015, 2016 i 2017 per la quarta, cinquena i sisena temporades respectivament. Louis-Dreyfus també va rebre cinc nominacions al Critics' Choice Television Award, guanyant dues vegades el 2013 i el 2014, deu Screen Actors Guild Award nominacions, guanyant dues vegades el 2014 i el 2017, i cinc nominacions de l'Associació de Crítics de Televisió, guanyant una vegada el 2014. La seva actuació també li va obtenir cinc nominacions als Premis Satèl·lit i cinc nominacions consecutives als Premis Globus d'Or.
Louis-Dreyfus va protagonitzar la pel·lícula Enough Said, dirigida per Nicole Holofcener, que es va estrenar el 18 de setembre de 2013. Això va marcar el seu debut com a actriu protagonista en un llargmetratge. La pel·lícula va obtenir crítiques elogioses per part dels crítics de cinema, i es va classificar entre les pel·lícules amb millor ressenyes del 2013. El lloc web Rotten Tomatoes dóna a la pel·lícula una puntuació del 96% basada en 152 crítiques, moltes d'elles elogiant l'actuació de Louis-Dreyfus. Va rebre diverses nominacions a la millor actriu, incloent-hi els Premis Globus d'Or i els Premis de la Crítica Cinematogràfica. Un altre lloc web d'agregació de ressenyes, Metacritic, va donar a la pel·lícula una puntuació de 78 sobre 100, basada en 44 crítics, el que significa "crítiques generalment favorables".

### 2020-present: expansió de la carrera

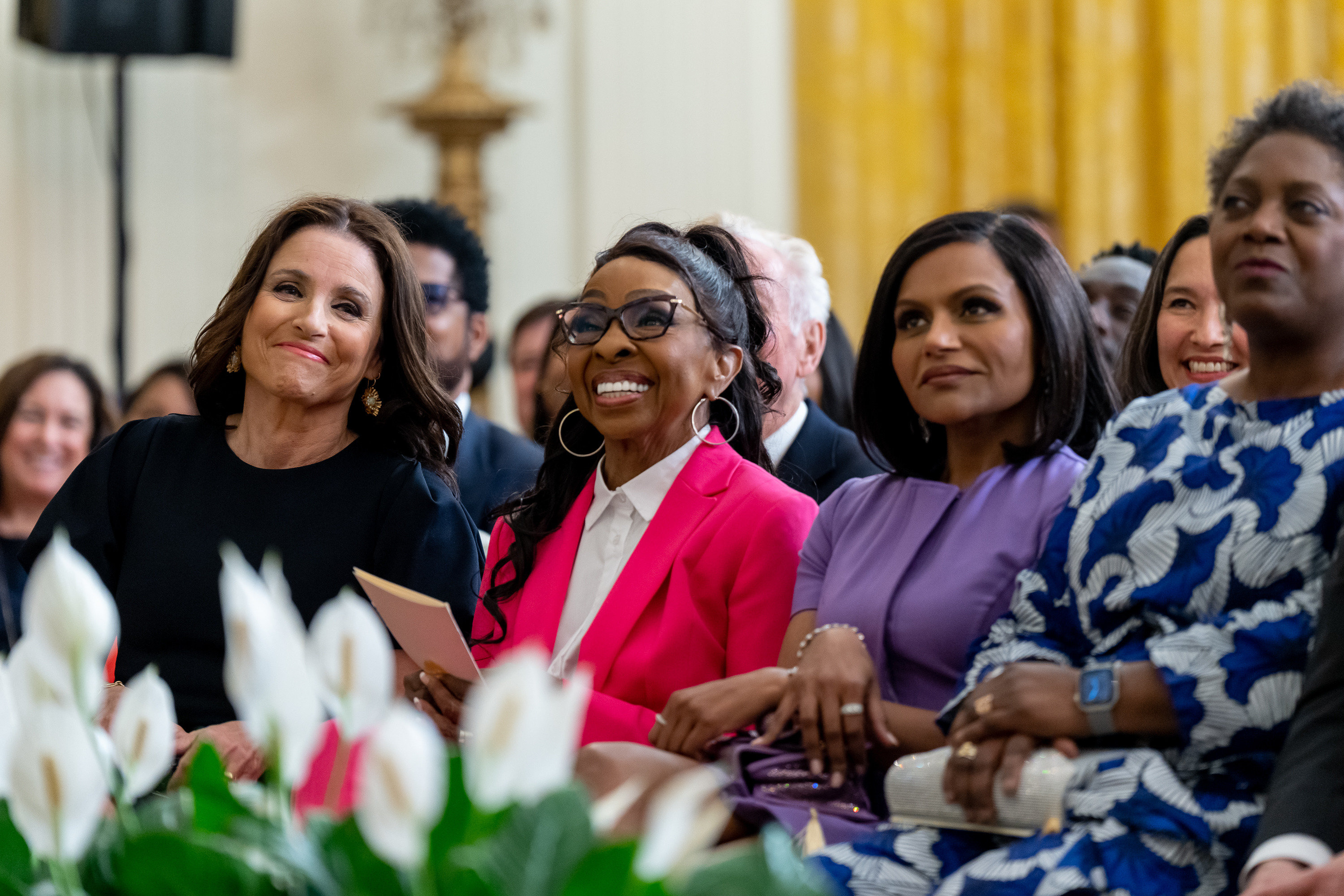
Louis-Dreyfus amb Gladys Knight i Mindy Kaling a la Casa Blanca el març de 2023.

El 2020, Louis-Dreyfus va protagonitzar la comèdia dramàtica Downhill, al costat de Will Ferrell. La pel·lícula es va estrenar al Festival de Cinema de Sundance de 2020 i es va estrenar a les sales el 14 de febrer. A continuació, va donar veu a una mare elfa suburbana a Onward de Pixar al costat de Tom Holland i Chris Pratt. La pel·lícula es va estrenar el 6 de març de 2020. El gener de 2020, Louis-Dreyfus va signar un acord de diversos anys amb Apple TV+. Amb l'acord, desenvoluparà nous projectes per a Apple TV+ com a productora executiva i estrella. L'any següent Louis-Dreyfus va aparèixer a la sèrie de Disney+ The Falcon and the Winter Soldier (2021) com a Valentina Allegra de Fontaine, que està ambientada al Marvel Cinematic Universe, tot i que originalment pretenia debutar a la pel·lícula Black Widow (on apareix a l'escena post crèdits). Va repetir el paper a Black Panther: Wakanda Forever (2022), i també apareixerà a la propera pel·lícula Thunderbolts* (2025). El 2022 va ser convidada al programa de Netflix My Next Guest Needs No Introduction with David Letterman.
El 2023 es va reunir amb Nicole Holofcener protagonitzant la pel·lícula de comèdia independent A24 You Hurt My Feelings. Dreyfus va produir la pel·lícula i va actuar al costat de Tobias Menzies, Michaela Watkins, Arian Moayed i Jeannie Berlin. La pel·lícula es va estrenar al Sundance Film Festival amb crítiques positives. Peter Bradshaw va elogiar la seva interpretació escrivint: «Louis-Dreyfus és un intèrpret còmica tan excel·lent que és interessant veure-la assumir alguna cosa discreta». Aquell mateix any va retratar una mare jueva liberal a la comèdia romàntica de Netflix You People (2023). També va protagonitzar la pel·lícula A24 Tuesday, dirigida per Daina Oniunas-Pusić, que es va estrenar al Festival de Cinema de Telluride de 2023.
El 2023, Louis-Dreyfus es va convertir en la presentadora del podcast Wiser Than Me. Al programa, entrevista dones més grans que ella sobre la seva experiència viscuda i la seva saviesa guanyada, amb convidats com Jane Fonda, Carol Burnett, Isabel Allende i Amy Tan. El programa, produït per Lemonada Media, va ser nomenat millor podcast de l'any d'Apple el 2023. Entre els convidats de la segona temporada es troben Billie Jean King, Patti Smith i Julie Andrews.
El 2024, Apple va anunciar que Wiser Than Me era el tercer programa més compartit als Estats Units a Apple Podcasts el 2024.

## Vida personal

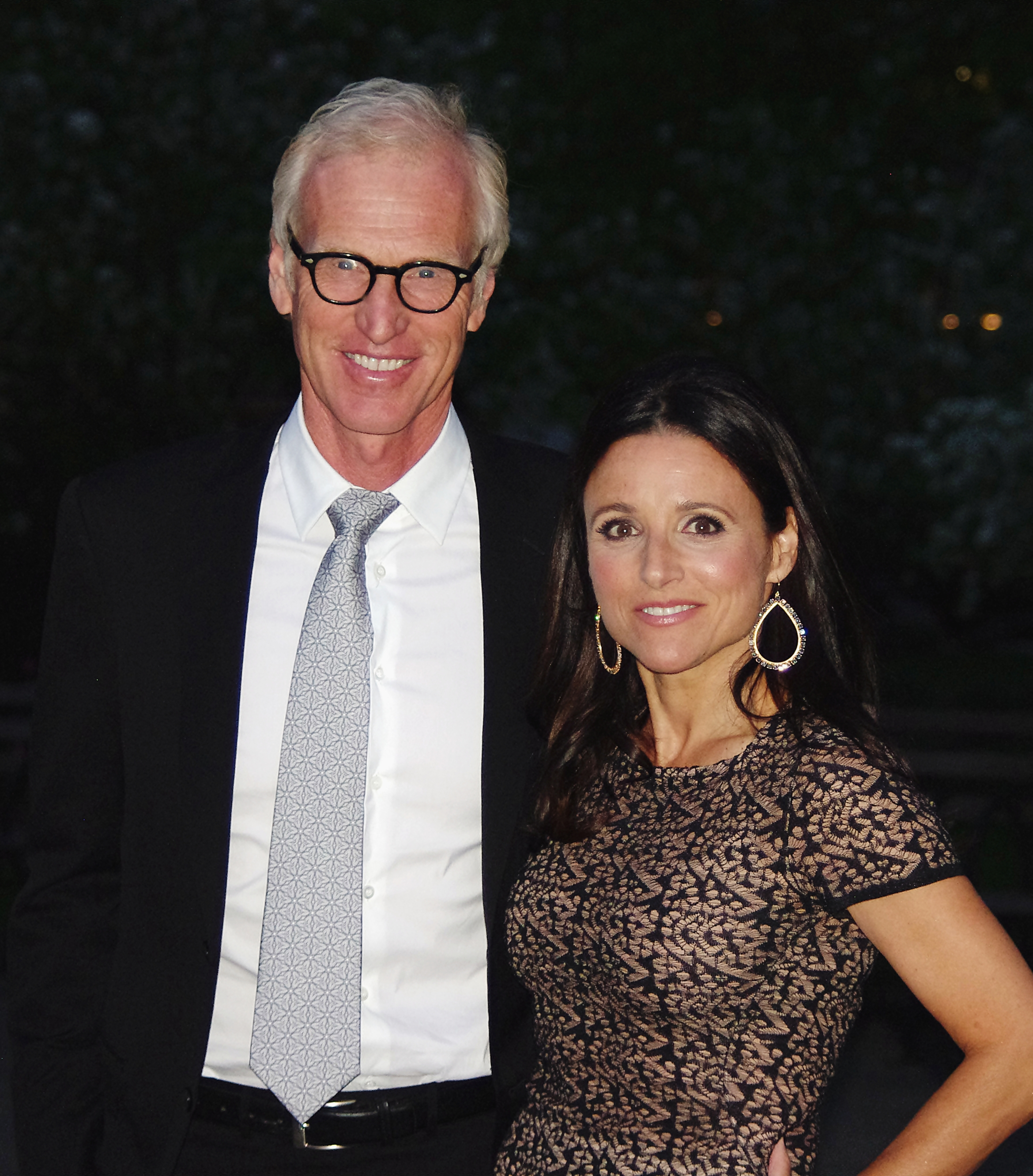
Louis-Dreyfus i el seu marit Brad Hall al Festival de Cinema de Tribeca de 2012

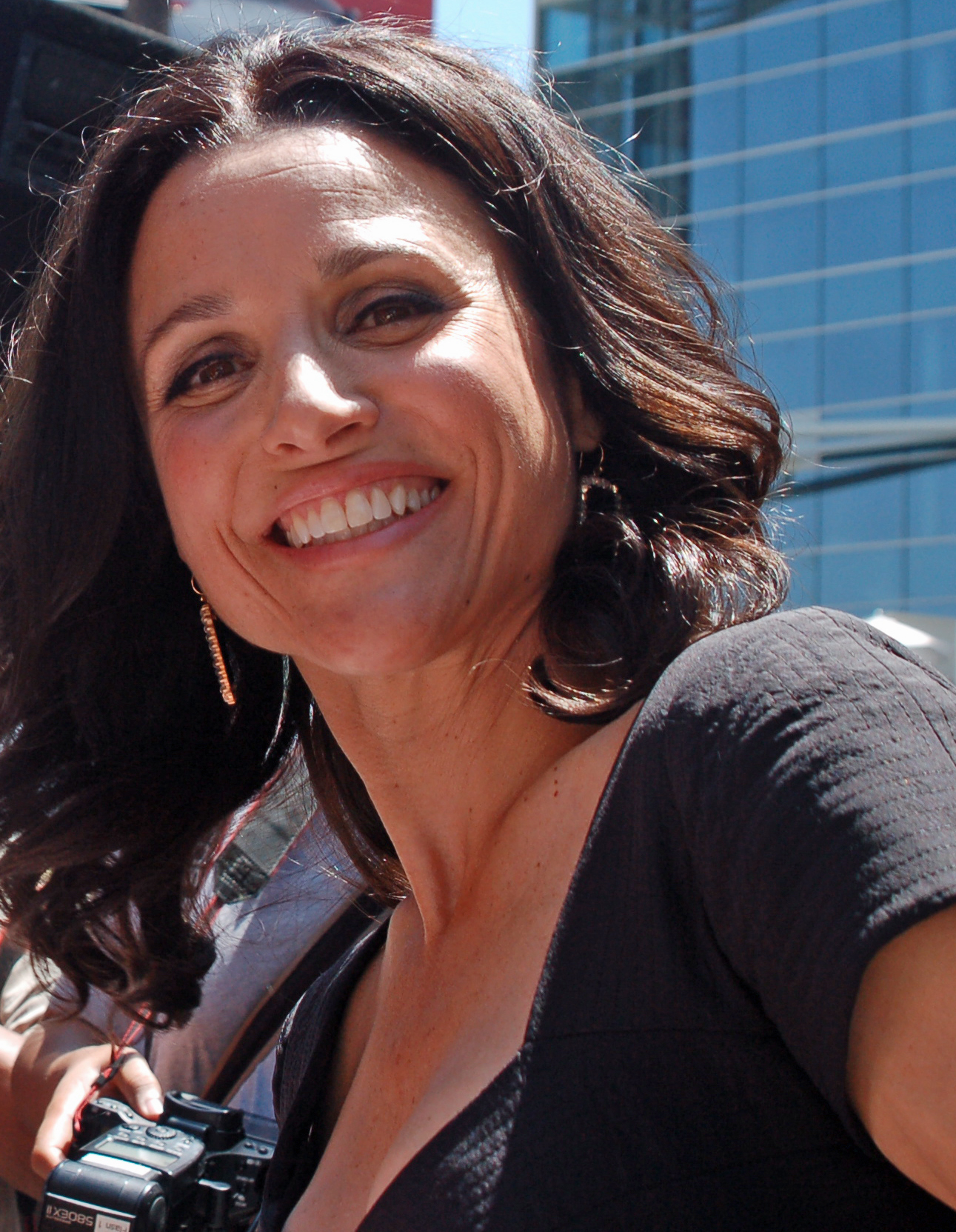
L'actriu rebent la seva estrella al Passeig de la Fama de Hollywood, maig 2010.

La mitja germana materna de Louis-Dreyfus, Lauren Bowles, també és actriu. També tenia dues germanastres paternes, Phoebe i Emma, fins que Emma va morir l'agost de 2018.
Mentre estava a la Northwestern University, Louis-Dreyfus va conèixer el seu futur marit, el còmic de Saturday Night Live Brad Hall. Es van casar el 1987 i van tenir dos fills. El fill gran, Henry Hall, és cantant i compositor, i ha actuat a The Tonight Show.
 El fill petit, Charlie Hall, és actor. El seu primer embaràs va acabar amb un avortament involuntari.
Louis-Dreyfus va dir que respecta "les dones que no tenen por de veure's malament o semblar ximples per provocar una rialla" i cita com a ídols Lucille Ball, Mary Tyler Moore, Madeline Kahn, Teri Garr, Valerie Harper i Cloris Leachman. L'actriu Tina Fey va dir que Louis-Dreyfus va inspirar el seu personatge Liz Lemon a la sèrie de comèdia de la NBC 30 Rock.
El 28 de setembre de 2017, Louis-Dreyfus va anunciar que li havien diagnosticat un càncer de mama, que va descobrir l'endemà de guanyar un Primetime Emmy a la millor actriu en sèrie còmica pel seu paper a Veep. Ella va dir: "Una de cada vuit dones pateix càncer de mama. Avui sóc jo. La bona notícia és que tinc el grup més gloriós de familiars i amics solidaris i atents, i una assegurança fantàstica a través del meu sindicat. La mala notícia és que no totes les dones tenen tanta sort, així que lluitem contra tots els càncers i fem que l'assistència sanitària universal sigui una realitat". El 18 d'octubre de 2018, va anunciar en un episodi de Jimmy Kimmel Live! que no tenia càncer.
Louis-Dreyfus fou educada en la catòlica però s'anà fent agnòstica; va dir que no tenia una "afiliació religiosa tradicional".

## Filmografia
- 1986: Troll de John Carl Buechler: Jeanette Cooper
- 1986: Hannah i les seves germanes (Hannah and Her Sisters) de Woody Allen: Mary
- 1986: Soul Man de Steve Miner: Lisa Stinson
- 1989: Vacances de Nadal d'una boja família americana (National Lampoon's Christmas Vacation) de Jeremiah S. Chechik: Margo Chester (la veïna)
- 1993: Jack the Bear de Marshall Herskovitz: Peggy Etinger
- 1994:  Un noi anomenat North (North) de Rob Reiner: la mare de North
- 1997: Un bon embolic (Fathers' Day) d'Ivan Reitman: Carrie Lawrence
- 1997: Desmuntant Harry (Deconstructing Harry) de Woody Allen: Leslie / Personatge d'Harry
- 1998: A Bug's Life de John Lasseter i Andrew Stanton: Atta (veu)[59]
- 2012: Planes de Klay Hall: Rochelle (veu)[59]
- 2013: Enough Said de Nicole Holofcener: Eva
- 2020: Downhill de Nat Faxon i Jim Rash: Billie Stanton (també productora)
- 2020: Onward: Laurel Lightfoot (veu)[60][59]
- 2021: Black Widow: Valentina Allegra de Fontaine (cameo)[61]
- 2022: Black Panther: Wakanda Forever: Valentina Allegra de Fontaine (cameo)[62]
- 2023: You Hurt My Feelings: Elizabeth (també productora)
- 2023: You People: Shelley
- 2023: Tuesday: Zora
- 2025: Thunderbolts* Valentina Allegra de Fontaine (en postproducció)[63]

### Televisió

#### Telefilms
- 1996: London Suite de Jay Sandrich: Debra Dolby
- 1999: Animal Farm de John Stephenson: Mollie (veu)
- 2000: Geppetto de Tom Moore: la fada blava

#### Sèries de televisió
- 1982-1985: Saturday Night Live: personatges variats (57 episodis)
- 1988: Family Ties: Susan White (1 episodi)
- 1988: Day by Day (33 episodis)
- 1989 - 1998: Seinfeld: Elaine Benes (177 episodis)
- 1992: Dinosaures: Heather Washington (veu) (1 episodi)
- 1997: Dr. Katz, Professional Therapist: Julia (veu) (1 episodi)
- 1997: Hey Arnold!: Miss Felter (veu) (1 episodi)
- 2000-2009: Curb Your Enthusiasm: ella mateixa/Elaine Benes (8 episodis)
- 2002-2003 : Watching Ellie: Ellie Riggs (19 episodis)
- 2004-2005: Arrested Development: Maggie Lizer (4 episodis)
- 2006-2010: The New Adventures of Old Christine: Christine Campbell (88 episodis)
- 2006-2007: Saturday Night Live: ella mateixa (convidada) (2 episodis)
- 2010: 30 Rock: Elizabeth "Liz" Lemon (flash-back dels episodis Live) (1 episodi)
- 2012-...: Veep : Selina Meyer
- 2012: Web Therapy: Shevaun Haig (1 episodi)
- 2015: Inside Amy Schumer: ella mateixa (1 episodi)
- 2019: Archibald's Next Big Thing: Astronauta Monkey (veu) (1 episodi)
- 2021: The Falcon and the Winter Soldier: Valentina Allegra de Fontaine (2 episodis)
- 2021: Marvel Studios: Assembled: ella mateixa, documental (1 episodi)
- 2022: My Next Guest Needs No Introduction with David Letterman: ella mateixa (1 episodi)
- 2023: HouseBroken: Boaracle (veu) (1 episodi)

## Premis
El 1996 va guanyar un premi Primetime Emmy a la millor actriu en sèrie còmica pel seu treball en Seinfeld. En 2006 va guanyar el seu segon Premi Emmy, aquesta vegada pel seu rol protagonista en "The New Adventures of Old Christine", i en 2012, 2013, 2014, 2015 i 2016 per Veep, superant Helen Hunt, que va guanyar quatre consecutius per Mad About You entre 1996 i 1999.